# Syrmatia lamia
Syrmatia lamia är en fjärilsart som beskrevs av Bates 1868. Syrmatia lamia ingår i släktet Syrmatia och familjen Riodinidae. Inga underarter finns listade i Catalogue of Life.